# Гамбит Лисицына
Гамбит Лисицына — гамбитное продолжение дебюта Рети, возникающее после ходов: 
 1. Кg1-f3 f7-f5 
 2. e2-e4.
Относится к фланговым началам. Разработан советским мастером Г. М. Лисицыным, однако впервые применён, по некоторым данным, в 1928 году Луи Бетбедером.
В книге Алехина о турнире 1936 года в Ноттингеме дебют был назван львовским гамбитом.

## Идеи дебюта
Ходом 1. …f7-f5 чёрные ставят своей целью свести партию к хорошо изученным схемам голландской защиты. Белые, как и в гамбите Стаунтона, путём 2. e2-e4 стремятся использовать ослабление позиции чёрного короля и, пожертвовав пешку, получить шансы на атаку королевского фланга неприятеля. В запасе белых также имеется дополнительный резерв, связанный с продвижением d2-d3.

## Примерная партия
Ганс Хабердиц — Хайзек, Вена, 1938
1. Кg1-f3 f7-f5 2. e2-e4 f5:e4 3. Кf3-g5 d7-d5 4. d2-d3 e4:d3? (4. …Kg8-f6) 5. Сf1:d3 Кg8-f6 6. Кg5:h7 (6. Cd3:h7!) Кf6:h7? (6. …e7-e5) 7. Сd3-g6+ Kрe8-d7 8. Фd1:d5x